# Vendryně (Wędrynia)
Vendryně (Wędrynia) – przystanek kolejowy w Wędryni, w kraju morawsko-śląskim, w Czechach.  Znajduje się na wysokości 303 m n.p.m.

## Historia
Przystanek kolejowy w Wędryni został otwarty w 1871 roku gdy doprowadzono do niej kolej Koszycko-Bogumińską. Wybudowano niewielki budynek stacyjny mieszczący kasę biletową. Przystanek został zmodernizowany latach 2010–2011. Wykonano nowe krawędzie peronowe i wiaty oraz dodatkowo przebudowano przejście podziemne oraz zabudowano ekrany akustyczne. Kasę biletową i poczekalnię przeniesiono do budynku po drugiej stronie drogi. Przystanek posiada dwujęzyczną nazwę, gdyż ponad 10% mieszkańców gminy to przedstawiciele mniejszości polskiej.